# Projecte del genoma del Neandertal

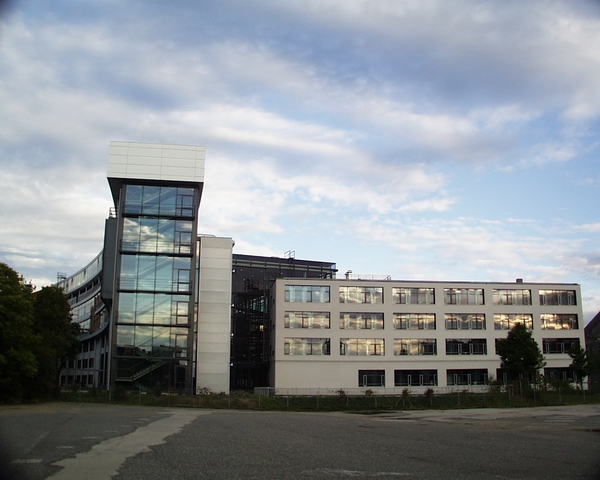
Institut Max Planck per l'Antropologia a Leipzig, Alemanya.

El Projecte de l genoma del neandertal (en anglès:The Neanderthal genome project) és un treball científic de col·laboració per a seqüenciar l'ADN del genoma de l'home de Neanderthal.
El coordina l'Institut Max Planck per l'Antropologia Evolutiva a Alemanya i 454 Life Sciences, una empresa de biotecnologia amb seu a Branford, Connecticut, als Estats Units. Aquest projecte es va iniciar el juliol del 2006, i va publicar els seus resultats el maig del 2010 en la revista Science. L'estudi va determinar que hi va haver certa mescla de gens entre els neanderthals i els humans anatòmicament moderns i que aquests elements dels seus genomes romanen en els humans moderns.
El desembre del 2013, els científics informaren d'un genoma d'alta cobertura d'un neanderthal que va ser extret dels ossos del peu d'un home del neanderthal que va viure fa uns 50.000 anys, trobat en una cova de Sibèria.

## Conclusions
Segons les seqüències preliminars, el 99,7% dels parells de bases dels genomes dels humans moderns i dels neandertals són idèntics; es pot comparar amb el fet que els humans compareixen al voltant del 98,8% de parells de bases amb els ximpanzés.